# Aguilar, Pangasinan
Aguilar là một đô thị hạng 4 ở tỉnh Pangasinan, Philippines. Theo điều tra dân số năm 2007, đô thị này có dân số 36.564 người trong 6.131 hộ.

## Barangay
Aguilar được chia thành 16 barangay.
| - Bayaoas - Baybay - Bocacliw - Bocboc East - Bocboc West - Buer - Calsib - Niñoy | - Poblacion - Pogomboa - Pogonsili - San Jose - Tampac - Laoag - Manlocboc - Panacol |